# Geoff Platt
Geoff Platt, född 10 juli 1985 i Toronto, Ontario, är en kanadensisk-belarusisk professionell ishockeyspelare som spelar för CSKA Moskva i KHL.

## Meriter
- 2003 — Guld med Kanada i U18-VM